# Ryan Casciaro
Ryan Casciaro (ur. 11 maja 1984 na Gibraltarze) – gibraltarski piłkarz, obrońca. Zawodnik klubu Lincoln Red Imps FC.
Jego dwaj bracia – Kyle i Lee również są piłkarzami.
W 2013 roku Ryan zadebiutował w reprezentacji swojego kraju, której jest kapitanem.